# プリズムアーツ
株式会社プリズムアーツは、1995年05月、プリズムが設立した、ゲーム開発販売会社。
ゲーム発表は、サーキットビート, ラリー・デ・アフリカ,ラリー・デ・ヨーロッパの3タイトルのみである。
特に、サーキットビートは、賛否に分かれていて、不評の方が多く世に広まることはなかった。
しかし、ラリー・デ・アフリカやリー・デ・ヨーロッパは、絶大な人気を博していて、今もなお高値で取引されている。